# Los Desamparados
Desamparados (comúnmente denominada La Parroquia) es una pedanía de la ciudad de Orihuela, (Alicante) en España.
Cuenta con 1977 habitantes censados que junto con los 971 de Las Norias son 2948. La partida rural está formada por el núcleo principal más otro secundario (La Parroquia y Las Norias, ya mencionada anteriormente), diversas veredas y carriles y ya casas diseminadas por su extensa huerta.

## Toponimia
El nombre de Desamparados viene en honor de su patrona, la Virgen de los Desamparados de la que se trasladó una réplica desde Valencia capital. El topónimo comenzó a utilizarse en 1783 con la demarcación del término de la parroquia. Inicialmente era Parroquia de los Desamparados, pero con el paso de los años Parroquia se quedó como nombre del núcleo principal y Desamparados para el término.

## Geografía

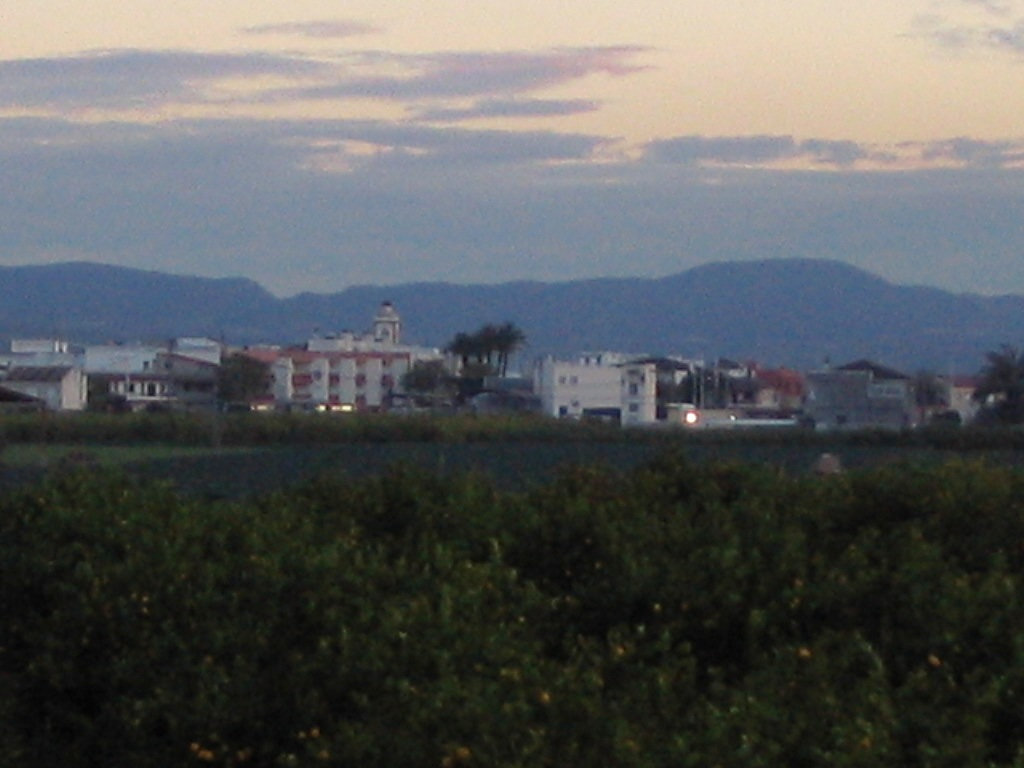
El pueblo de Desamparados.

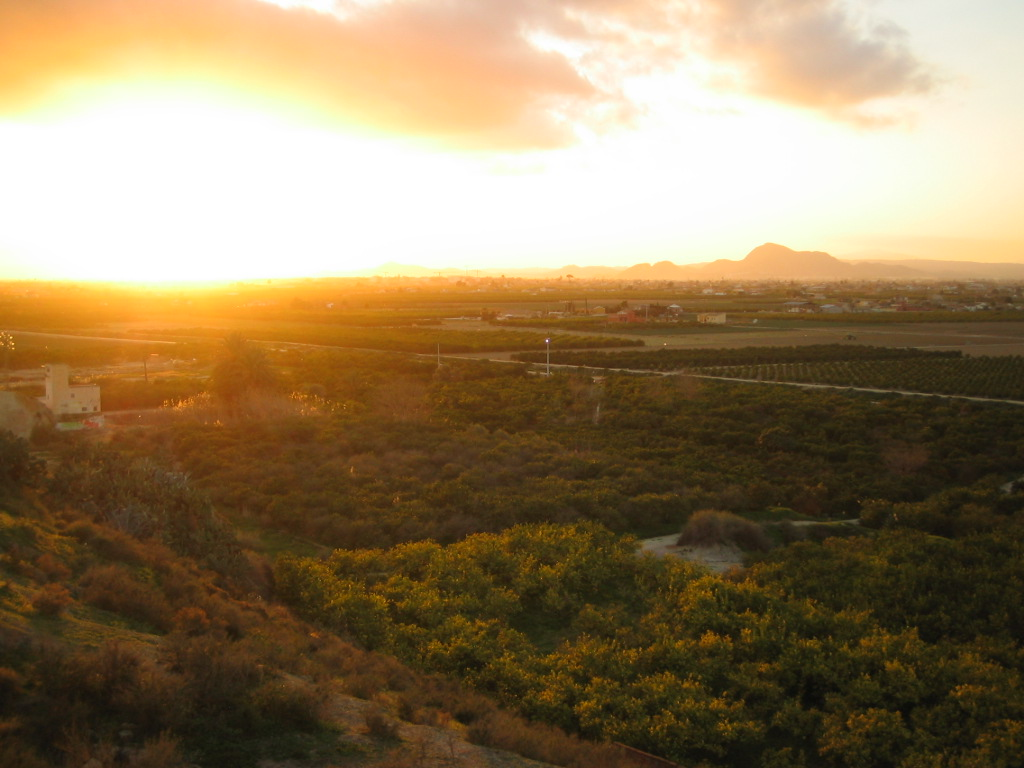
Huerta de Desamparados.

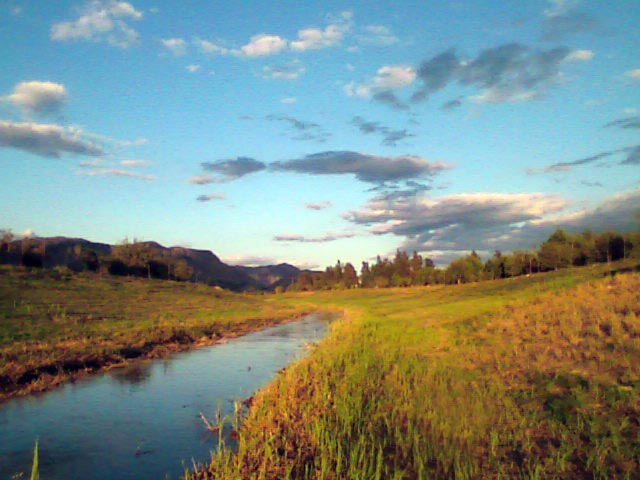
El río Segura a su paso por Desamparados.

Desamparados se sitúa en 38|05|08|N, 0|56|49|O. Su límite va desde el río Segura hasta casi la sierra de Arneva (por el Camino de Cartagena) y desde la Vereda del Reino (Frontera entre la Región de Murcia y Comunidad Valenciana hasta la arroba Don Ramón).
El término se halla enclavado en plena huerta del valle fluvial del Segura, al sur de la Comunidad Valenciana. La altitud media es de 23 metros sobre el nivel del mar.
El territorio está ocupado prácticamente por la vegetación típica huertana oriolana, como los naranjos, limoneros, patatas, acelgas y otras verduras y hortalizas. La huerta, al igual que el resto de huerta de la Vega Baja del Segura, está parcialmente salpicada por numerosas casas.
La huerta está atravesada por numerosas acequias y escorredores (compuertas para detener o soltar las aguas de un canal), con inicios árabes, que riegan la totalidad de la huerta parroquiana con las aguas del río segura. Juntos y con el resto de la huerta del valle fluvial del Segura forman un conjunto singular de agricultura de regadío.
El resto del terreno lo ocupan parajes del entorno del río Segura como sus sotos poblados por pinos y vegetación autóctona recuperada y otros parajes no huertanos de la zona de Los Saladares.

### Clima
El clima es mediterráneo-subtropical seco. Las temperaturas anuales medias son de 18,5.º; las temperaturas son benignas, con unos 16-18.º en invierno de máxima y 5-10.º de mínima, pudiendo producirse heladas aunque normalmente sean muy débiles. En verano se puede alcanzar los 40°, en las estaciones de transición normalmente en otoño se dan días de verano (con más de 30°) o días más frescos (en torno 20°-25°) pero en primavera apenas hay días en los que no pasen de los 25° esto hace que sean días veraniegos. En cuanto a pluviosidad, los inviernos tienen lluvias muy irregulares debido a las debilitadas borrascas que atraviesan toda la Península desde el Atlántico, mientras que los veranos son muy secos y anticiclónicos, siendo comunes las olas de calor subsaharianas; por lo tanto es en primavera y otoño cuando se concentra el mayor número de precipitaciones, aunque sin ser las suficientes como para acabar con la grave sequía (sólo caen al año 291 mm). En septiembre-octubre puede producirse el fenómeno llamado como "gota fría".
La vegetación es la típica vegetación de la huerta, naranjos, limoneros y cultivos de diferentes hortalizas.

## Historia

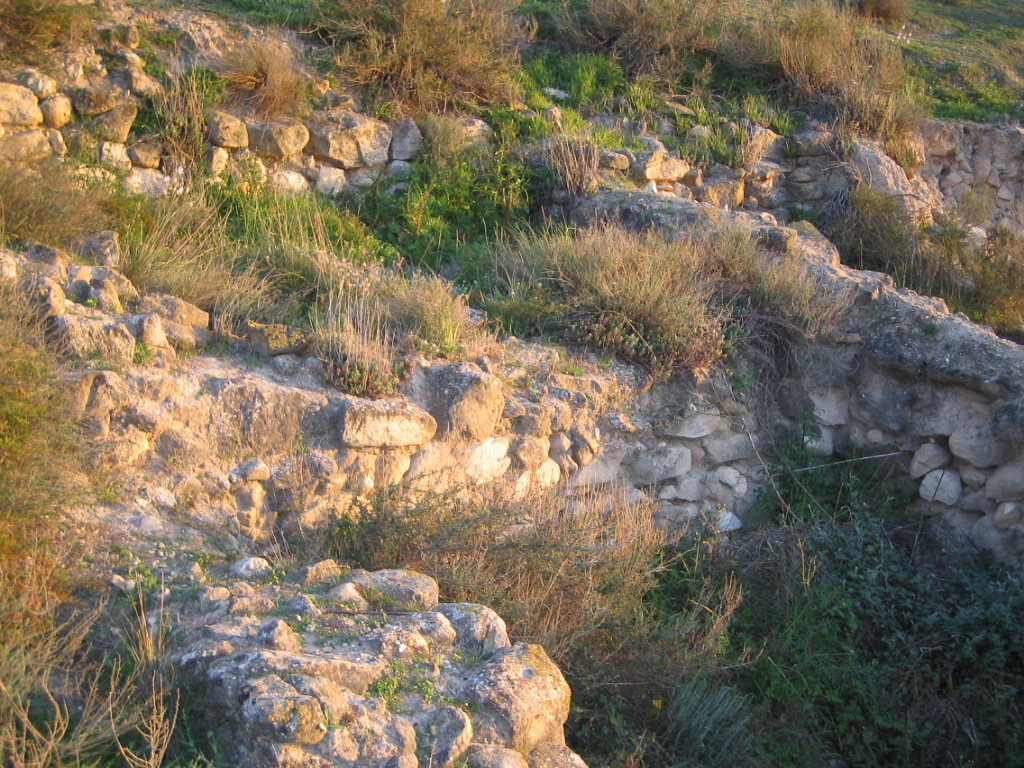
Restos del poblado ibérico del Yacimiento de Los Saladares.

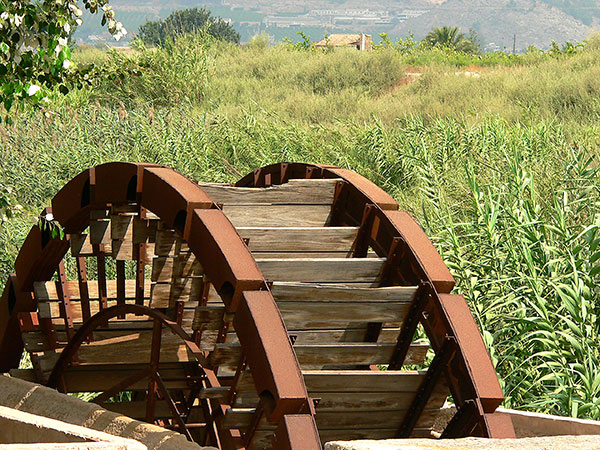
Una de las dos norias, huella de la presencia islámica.

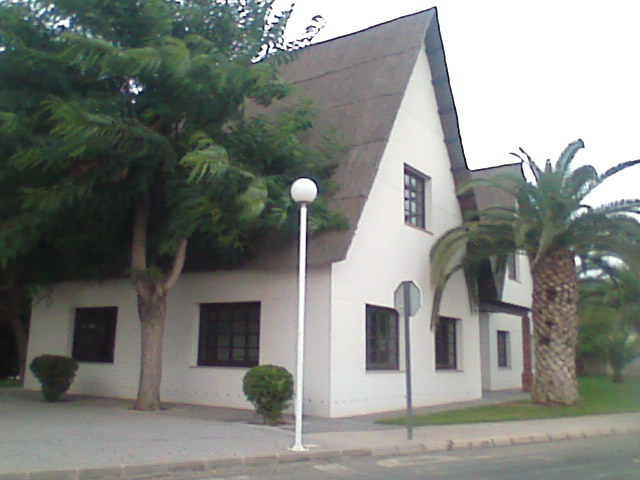
Barracas de la Universidad Miguel Hernández, ejemplo de la historia valenciana.

Los primeros pobladores de estas tierras, y de los cuales se tiene testimonio, gracias al yacimiento arqueológico de Los Saladares, fueron los íberos. El yacimiento se encuentra emplazado en la ladera más suave de un pequeño cabezo, que se halla en el límite sur de la huerta de Desamparados, a unos tres kilómetros al suroeste de la ciudad de Orihuela. Fueron ellos, sin duda, los primeros habitantes de Desamparados. El descubridor del yacimiento es el vecino de Desamparados D. Vicente López Rayos y las primeras excavaciones tuvieron lugar en el año 1972.
Sin embargo, la historia de la población actual, como el nombre de Desamparados, esta íntimamente ligado a la fundación de su parroquia, pues la población tomó el nombre de ella a partir del año 1782, fecha en la que se concluyó la construcción del templo dedicado a Nta. Sra. de los Desamparados.
El 9 de mayo de 1779, cuando gobernaba Carlos III de España y el papa Pío VI dirigía a la Iglesia católica, Alejandro Mateos Rivas, provisor oficial y vicario general, puso la primera piedra de lo que iba a ser la parroquia de Nta. Sra. de los Desamparados, desmembrándose todo el partido de Desamparados de la iglesia parroquial de Santa Justa y Rufina de Orihuela y fundándose dicha comunidad parroquial de mano del obispo de la diócesis de Orihuela monseñor José Tormo (considerado como el fundador del pueblo).
Con la primera piedra se introdujo una arquita de plomo y dentro de ella se pusieron algunas monedas, una lámina de bronce con una inscripción que denota el año y nombres del papa, rey, obispo y cura existentes en esa época, además del nombre de Nta. Sra. de los Desamparados como titular de la parroquia.
A últimos de abril de 1782 se concluyó la construcción del templo, siendo ese mismo año cuando se colocó la imagen de Nta. Sra. de los Desamparados en el camarín.
A principios de septiembre de 1783 por orden del obispo Tormo se procedió a la demarcación del territorio que debía pertenecer a esta parroquia, desde el río hasta el camino de Cartagena, y desde la arroba de Ramón hasta la vereda que divide el Reino de Valencia con Murcia (Vereda del Reino), existiendo entonces en esta demarcación unos 240 vecinos.
Hoy en día Desamparados cuenta con de 2104 vecinos en su término más los 1007 de Las Norias, lo que le hace tener 3111 votantes registrados, tiene más habitantes. Las fuentes económicas más importantes de Desamparados siguen siendo la Agricultura, sector tradicional de la zona y la industria (principalmente del calzado y envasado de alimentos). Así mismo, Desamparados cuenta con un campus universitario, perteneciente a la Universidad Miguel Hernández, en donde se pueden cursar estudios de Ingeniero Agrónomo, Ingeniero Técnico Agrícola y Licenciatura en ciencia y Tecnología de los Alimentos.

## Administraciones y servicios públicos

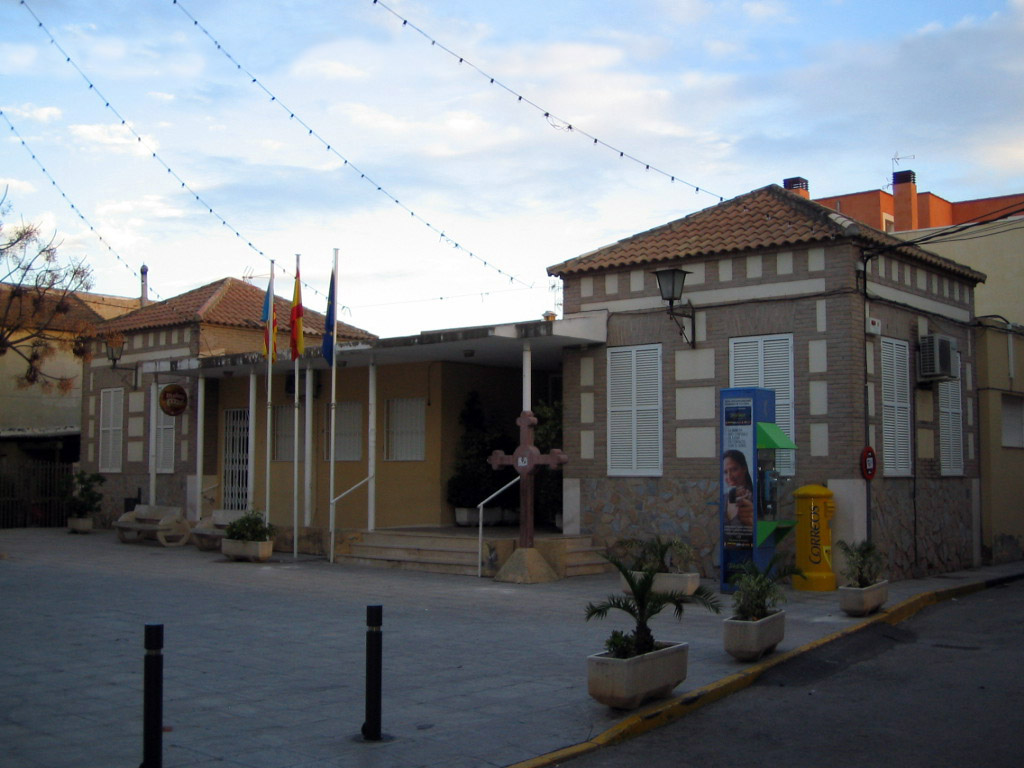
Centro social

Escudo de Desamparados, cooficial con el de Orihuela

Al ser Desamparados una pedanía perteneciente a Orihuela, la administración de la pedanía está a cargo directamente del Ayuntamiento de Orihuela, representado en la pedanía por alcalde pedáneo, elegido por el alcalde de Orihuela, que es el que se encarga de trasladarle los asuntos y las necesidades del pueblo al alcalde de Orihuela.
La oficina municipal se halla en el centro social de Desamparados, situado en la plaza del Obispo José Tormo (antiguamente plaza del Generalísimo). En dicho edificio se encuentran, aparte de la oficina municipal, el consultorio médico, el hogar del pensionista y las dependencias que la policía local oriolana tiene en la pedanía. También contiene en su interior una sala multiusos, utilizada para actividades socioculturales, determinadas actividades deportivas y utilizada como colegio electoral (junto con el colegio electoral de Las Norias) para las elecciones.
Aparte la pedanía cuenta con los servicios de educación pública que ofrece el colegio público Virgen de los Desamparados y la Universidad Miguel Hernández.
El colegio ofrece educación infantil y primaria. Anteriormente también se ofrecía el primer ciclo de la educación secundaria pero fue trasladada al IES Gabriel Miró de Orihuela.

### Universidad Miguel Hernández

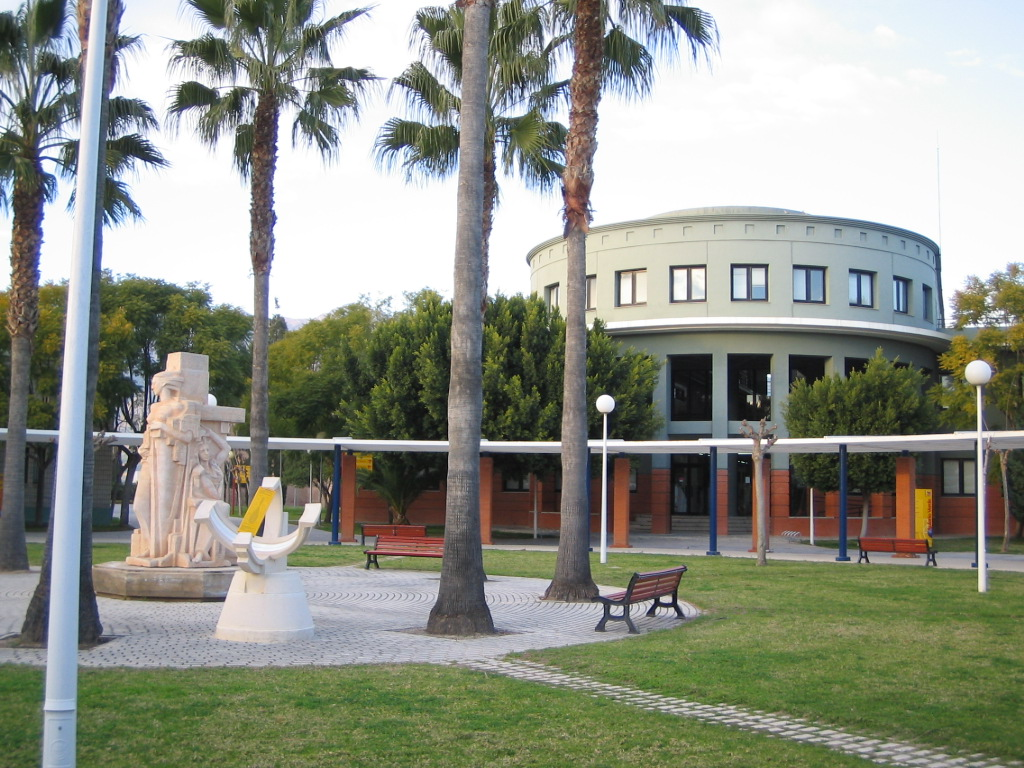
Uno de los edificios de la UMH de Desamparados.

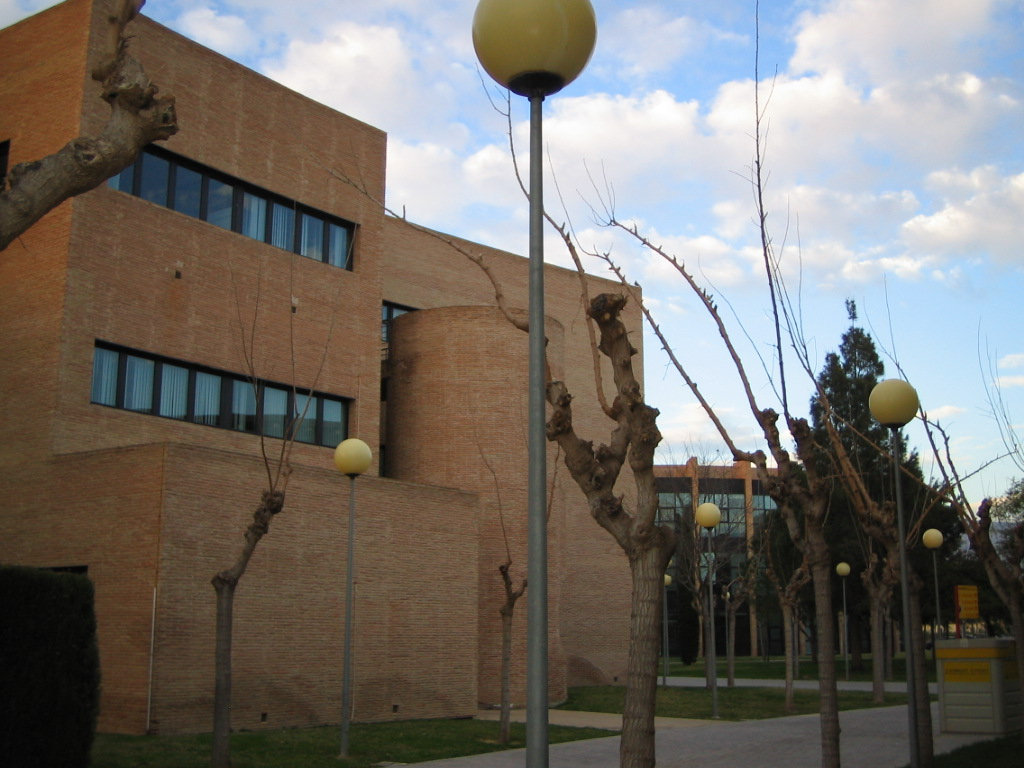
Uno de los laboratorios y la biblioteca, ambos en el campus de Desamparados de la UMH.

Junto al pueblo se encuentra la Escuela Politécnica Superior de Orihuela (EPSO). El Campus de Desamparados cuenta con el mayor huerto universitario de Europa, además de poseer uno de los pocos ejemplares de Barraca Valenciana de la provincia de Alicante. 
Además, en dicho Campus se encuentra el edificio del Laboratorio, la biblioteca central del Campus, así como uno de los dos Centros de Gestión de la universidad (uno de Orihuela y el otro de Elche).
Así mismo, en uno de sus edificios se encuentra el Museo Didáctico de Ciencias de Orihuela (MUDIC), que fue inaugurado en noviembre de 2008 por el Premio Nobel de Física de 2006, George Smoot y dispone de instalaciones deportivas.
Oferta, junto al campus de Las Salesas, las siguientes titulaciones:
- Licenciaturas:
  - Licenciado en Administración y Dirección de Empresas.
  - Licenciado en Ciencias Políticas y de la Administración.

- Ingenierías:
  - Ingeniero Agrónomo

- Ingenierías Técnicas:
  - Ingeniería Técnica Agrícola, especialidad en Explotaciones Agropecuarias.
  - Ingeniería Técnica Agrícola, especialidad en Hortofruticultura y Jardinería.
  - Ingeniería Técnica Agrícola, especialidad en Industrias Agrarias y Alimentarias.
  - Ingeniería Técnica en Informática de Gestión.

- Carreras de solo Segundo Ciclo:
  - Licenciado en Ciencia y Tecnología de los Alimentos.
  - Licenciado en Enología.

- Segundos Ciclos de Lincenciaturas e Ingenierías:
  - Segundo Ciclo de Ingeniero Agrónomo.
  - Segundo Ciclo de Licenciado en Administración y Dirección de Empresas.
  - Segundo Ciclo de Licenciado en Ciencias Políticas y de la Administración.

Además existe la presencia de varios Másteres como complemento de tercer ciclo.

## Lugares de interés y monumentos

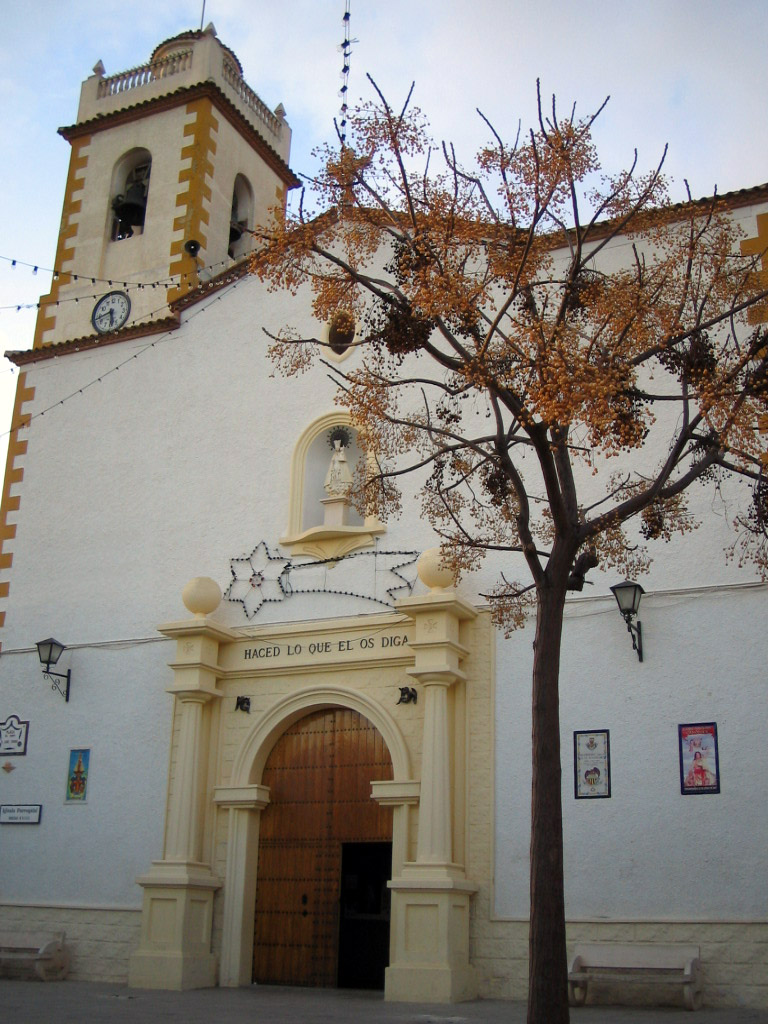
Iglesia parroquial de Ntra. Sra. de los Desamparados.

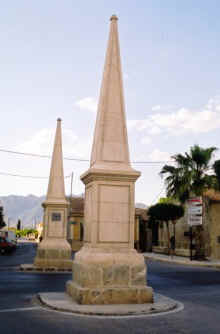
Mojones del Reino, coloquialmente conocidos como "pinochos"

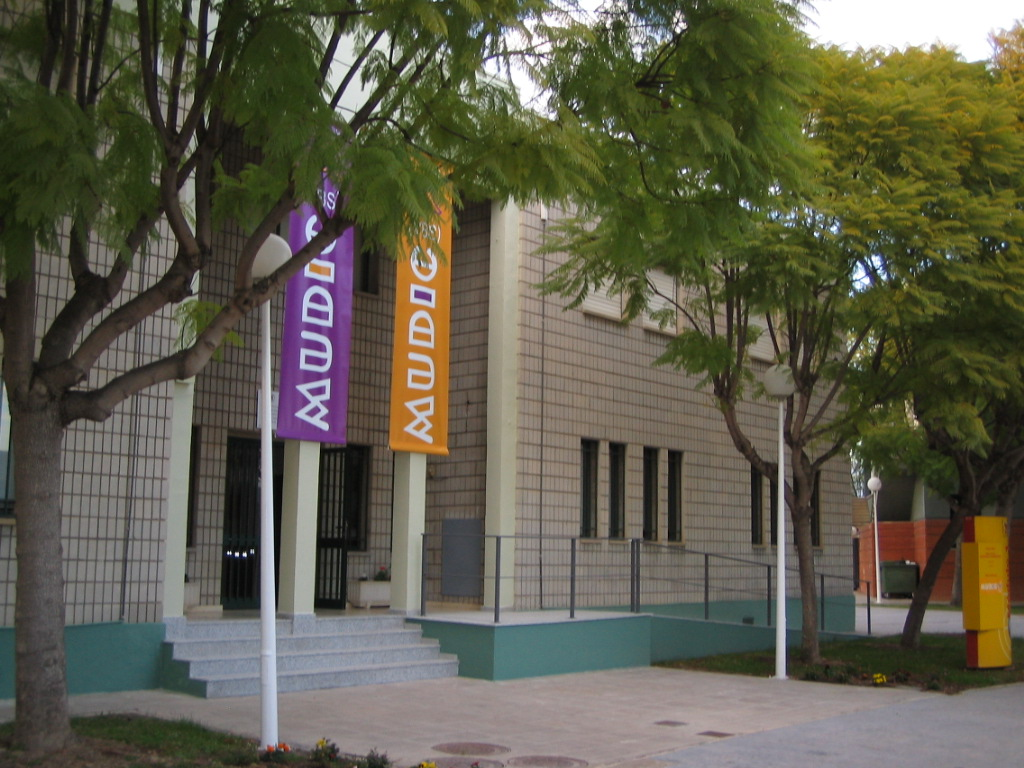
MUDIC de la Vega Baja del Segura.

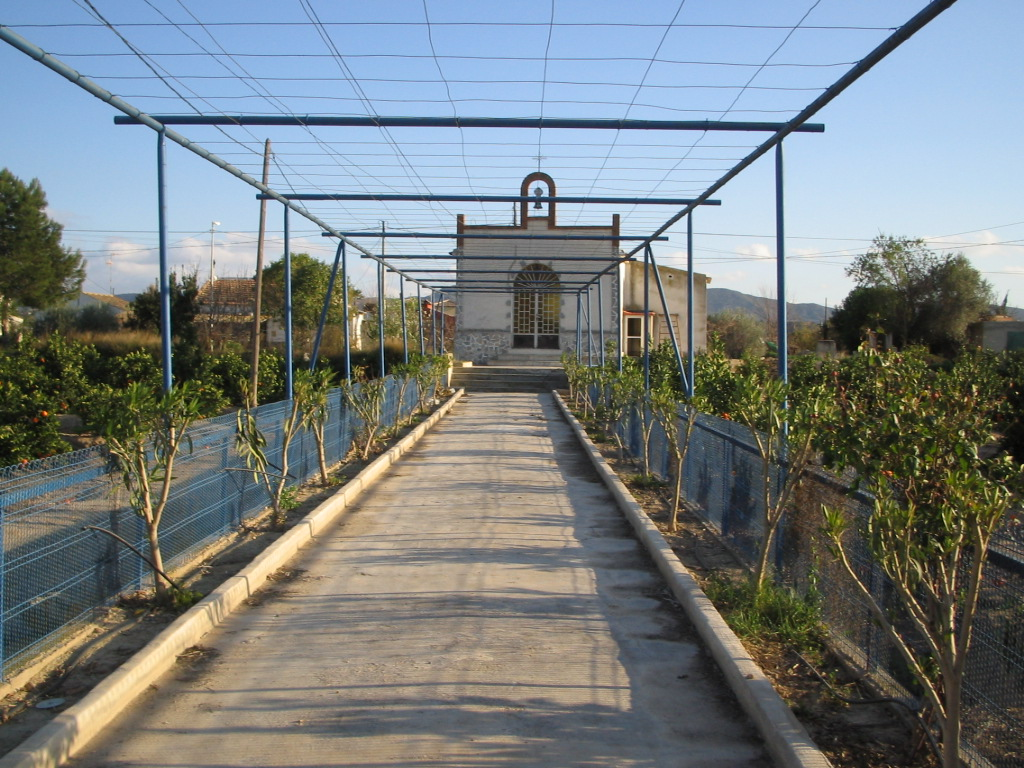
Ermita de La Habana, en Los Desamparados.

En Desamparados hay numerosos lugares públicos y de interés turístico como:
- La Iglesia Parroquial de Nuestra Señora de los Desamparados.

Iglesia del Siglo XVIII, creada concretamente el 9 de mayo de 1779, con un importante órgano también del Siglo XVIII. Es el principal monumento representativo de esta pedanía. Está ubicada en la plaza del obispo Don José Tormo (anteriormente llamada plaza del Generalísimo) n.º 2.
Destaca la imagen de la Virgen de los Desamparados obra de D. José María Ponsoda realizada en 1940 y restaurada recientemente y la imagen del cristo resucitado obra de 1960 y realizada por M. Rubira. El órgano fue construido por el maestro José Rogel en el siglo XIX y su caja es de estilo neogótico.
Según la Disposición Adicional Quinta de la Ley 5/2007, de 9 de febrero, de la Generalitat, de modificación de la Ley 4/1998, de 11 de junio, del Patrimonio Cultural Valenciano (DOCV Núm. 5.449 / 13.02.2007) la iglesia parroquial tiene la condición de Bien de Relevancia Local.
- Los Mojones del Reino.

También conocidos popularmente como Los Pinochos, son unos monolitos de piedra caliza tallada en bloque piramidales de 7,50 m de altura y de 1,80 m de lado de base cuadrada.
El primer amojonamiento entre Murcia y Orihuela se hizo en 1320. En 1380, con el fin de evitar las peleas por los territorios que se repetían entre Murcia y Orihuela, se ordenó un nuevo amojonamiento de ambos términos con la concurrencia de los diputados nombrados por el rey de Castilla Juan I. El problema del amojonamiento se volvió a suscitar en 1438. Sin embargo, tras muchos debates y grandes dilaciones, en 1441 se hizo, al fin, la colocación de los mojones entre Murcia y Orihuela, mandados a construir por el rey aragonés Fernando el Católico para marcar la frontera entre los reinos de Murcia (Castilla) y Valencia (Aragón). Los actuales son una réplica mandada a poner por el rey Carlos III de España debido al gran detedioro sufrido por estos.
Actualmente siguen manteniendo las respectivas fronteras de las comunidades autónomas de Valencia y de Murcia. 
Están situados en la Vereda del Rollo/del Reino en la partida rural de Las Norias, y son uno de los monumentos más representativos tanto de la pedanía como del municipio vecino como se demuestra al ser representados en uno de los cuarteles del sus respectivos blasones.
Ambos monolitos están compartidos por los municipios de Orihuela y de Beniel. El día 9 de noviembre de 1984 fueron declarados monumento Histórico-Artístico por Beniel.
- Las norias de origen árabe.

Llamadas "Moquita" y "Pando" son dos norias y azud de origen islámico situadas en Desamparados. La actual obra de sillería data del siglo XVIII. 
Se encuentran situadas en un meandro del antiguo cauce del río Segura en la partida rural de en la partida de Las Norias dándoles a esta última su topónimo.
- El Yacimiento arqueológico de Los Saladares.

Importante yacimiento arqueológico, situado en las laderas de un pequeño cerro, en Desamparados. Abarca una amplia cronología, entre los siglos IX y IV a. C. El Yacimiento, debido a su importancia fue decladrado Bien de Interés Cultural.
- Las Barracas.

Barracas de estilo arquitectónico típico de la huerta valenciana. Están ubicadas en el campus de la Universidad Miguel Hernández de Elche, en las tierras de la anteriormente denominada La Granja. Actualmente albergan oficinas de la universidad.
- Biblioteca Municipal.

Desamparados es la única pedanía de Orihuela que tiene una biblioteca. Esta biblioteca ha sido actualmente renovada con libros nuevos y una sala de ordenadores. Está situada en la C/ José Antonio.
- Museo Etnológico.

Éste museo tiene numerosos restos del yacimiento arqueológico de Los Saladares. Está ubicado en la C/ José Antonio, junto a la biblioteca.
- Museo Didáctico e Interactivo de Ciencias de Orihuela (MUDIC).

Museo eminentemente didáctico y destinado al conocimiento de la ciencia a través de la experimentación. Está situado en el campus de la universidad.
- Ermita de La Habana.

Ermita realizada a mediados del siglo XX. Se encuentra situada en la zona de La Habana.
Según la Disposición Adicional Quinta de la Ley 5/2007, de 9 de febrero, de la Generalidad, de modificación de la Ley 4/1998, de 11 de junio, del Patrimonio Cultural Valenciano (DOCV Núm. 5.449 / 13.02.2007) la ermita tiene la condición de Bien de Relevancia Local.
- Soto del río Segura 1.

Soto restaurado recientemente. Conserva su vegetación original. Posee una zona reservada para los picnics y comidas.
- Soto del río Segura 2.

Este soto restaurado es ideal para paseos y excursiones de estudios.

## Fiestas
Hay numerosas fiestas en Desamparados repartidas entre su núcleo, La Parroquia, Las Norias, y las Veredas. 

### Fiestas de Los Desamparados (La Parroquia)

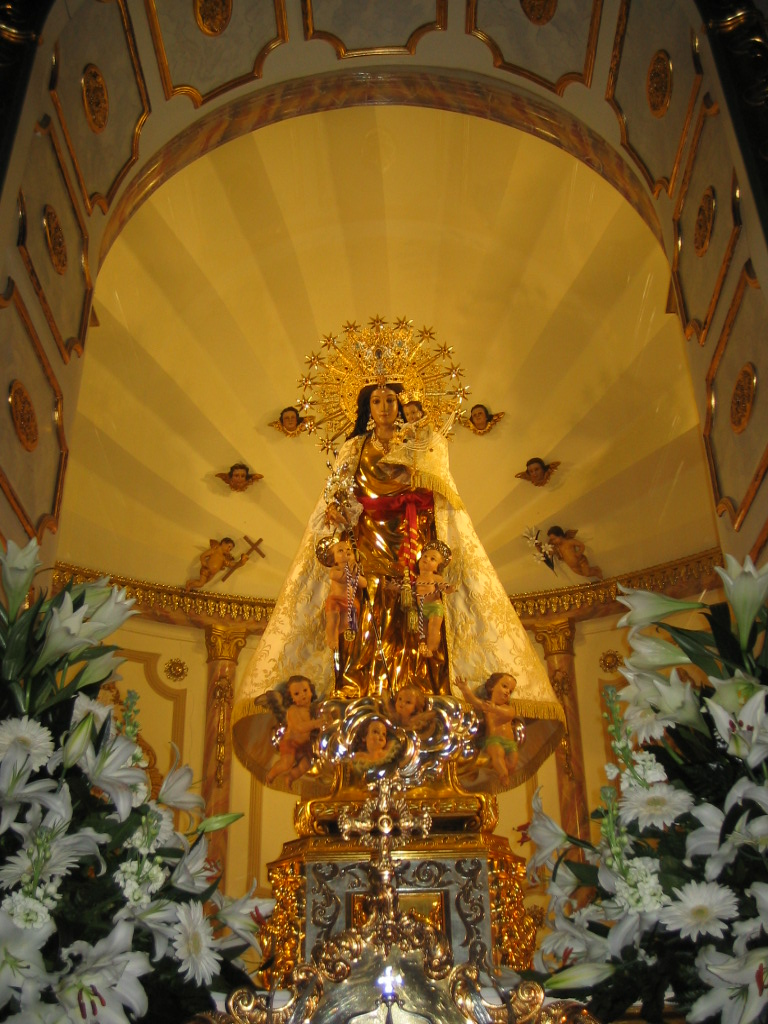
Ntra. Sra de los Desamparados, patrona de Desamparados. Las fiestas se celebran en su honor.

Son dos las principales celebraciones que tienen lugar en Desamparados, las fiestas de octubre y mayo, las dos en honor a la virgen de los Desamparados.
Las fiestas de octubre se celebran el tercer domingo de este mes, son muchas las actividades festivas que se realizan por parte de la mayordomía, tales como: verbenas, convivencias, bailes, juegos infantiles, homenaje a nuestros mayores, así como el Solemne Novenario en Honor de Ntra. Sra. de los Desamparados, anunciado siempre con disparo de cohetes y volteo de campanas.
Siendo el momento cumbre de las fiestas la solemne procesión en honor a la patrona del pueblo, que recorre las calles entre el fervor popular de los vecinos.
Inicialmente las fiestas patronales se celebraban en el mes de mayo, como es habitual en todas las advocaciones de Nta. Sr. de los Desamparados, sin embargo la economía de la población dependía de la recogida de las cosechas, por lo que no se tenía suficiente dinero para la celebración de la fiesta principal del pueblo, por lo que se decidió cambiar la fiesta al mes de octubre, mes en el que las cosechas ya habían sido recogidas, y se disponía de dinero suficiente para su celebración.
En el mes de mayo (se celebra la onomástica de Nta. Sra. de los Desamparados), se realiza todos los años la víspera del segundo domingo de mayo una ofrenda floral y por parte de un grupo de vecinos, un grandioso Tapiz de flor en la plaza del pueblo para festejar el "santo" de la virgen, esta tradición según consta en el archivo parroquial de la iglesia es más antigua y se viene celebrando como la enramada desde el siglo XVIII.

### Fiesta de Las Norias
En Las Norias se celebra la Fiesta de la Cruz, vuelta a celebrar desde hace unos años, es una fiesta donde se hace un homenaje en la cruz, más conocida como las cruces de mayo, y por la noche suelen actuar orquestas y se suelen realizar espectáculos.

## Deportes
Desamparados es una de las pedanías con mayor número de actividades deportivas de Orihuela como se demuestra en distintas competiciones que tienen lugar tanto en el colegio, como otros equipos de fútbol, baloncesto, etc.
El colegio público Virgen de los Desamparados participa en los juegos escolares que cada año se celebran en el municipio de Orihuela, y en el que participan colegios e institutos del municipio oriolano y otros municipios colindantes. También cada 4 años se celebran las llamadas Olimpiadas Escolares en los que los colegios e institutos del municipio de Orihuela y los municipios limítrofes participan entre ellos enviando a estudiantes de dichos centros a competir en diversas modalidades olímpicas.
Desamparados acoge muchas de las pruebas de las anteriores competiciones escolares mencionadas, y para su realización disponen de las pistas deportivas del colegio, además del polideportivo de Desamparados.
El polideportivo tiene varias pistas o canchas en las que se pueden practicar varios deportes (fútbol, baloncesto, balonmano y voleibol) y un campo reglamentario de césped artificial para fútbol siete. Estas instalaciones son utilizadas tanto por los habitantes de Desamparados  como por los ciudadanos de Orihuela ciudad y pedanías limítrofes, donde entrenan y juegan tanto equipos profesionales de Orihuela como amateur. (Mientras se pague para jugar claro) porque antiguamente la señora de mantenimiento llamada La Pata no dejaba entrar a niños pequeños y les obligaba a pagar la tasa para alquilar la pista cuando simplemente eran 3 o 4 niños con ganas de jugar en césped y no podían.
Aparte de estas instalaciones deportivas se cuentan también con las instalaciones de rugbi, de fútbol, de fútbol sala, de baloncesto y de pádel del campus de Desamparados (en estas tres últimas se necesita ser alumno universitario para poder utilizarlas) y pistas polideportivas de varios parques de la partida rural de Desamparados. 
El equipo sporting Desamparados F.S está militando en 1 división de Alicante sur en categorías cadete y juvenil (creado en 2012). 

### Fútbol
Desamparados cuenta con dos equipos de fútbol: el Desamparados CF y el Desamparados & Desamparados. El Desamparados CF es de categoría fútbol 7 juvenil y cadete y participa en la Liga de Fútbol de la Vega Baja del Segura y el Desamparados & Desamparados es de categoría de fútbol sala.
Desde hace unos años se celebran campeonatos de fútbol sala y fútbol 7 que se disputan en el mes de mayo durante las Jornadas Culturales de Desamparados (fechas en las que tradicionalmente se celebraban las fiestas de Ntra. Sra. de los Desamparados antes de que fueran trasladadas al mes de octubre). Estos campeonatos se celebran tanto en las pistas del parque de la Coronación, como en el polideportivo de Desamparados y acuden equipos tanto de la Región de Murcia como de la provincia de Alicante.

### Baloncesto
El baloncesto es jugado mayoritariamente por el equipo del colegio. Este equipo ha conseguido numerosos trofeos en los juegos deportivos y en las olimpiadas escolares de Orihuela.

### Colombicultura
En Desamparados existe una gran afición por la colombicultura. Cabe destacar que en el año 2007 se celebró el "XXIII CAMPEONATO DE LA COMUNIDAD VALENCIANA DE COLOMBICULTURA 2007 Trofeo presidente de la Generalitat Valenciana" en Desamparados.

### Aeromodelismo
En esta pedanía oriolana también se practica el aeromodelismo. El aeromodelismo se practica en el aeródromo que hay en la zona de Los Saladares. Dicho aeródromo está junto al camino de Cartagena, en la falda de la sierra de hurchillo. Durante las fiestas de 2008 se organizó la primera exhibición de aeromodelismo en la pedanía.

### Éxitos deportivos
Desde la temporada 2014-2015 hasta la 2018-2019 el CEIP Virgen de los Desamparados fue capaz de ganar 2 títulos de la liga local de fútbol sala de colegios en 5 años.
En la temporada 2014/15 lograron ganar el primer título de liga ganando en la final al Oleza 4-2

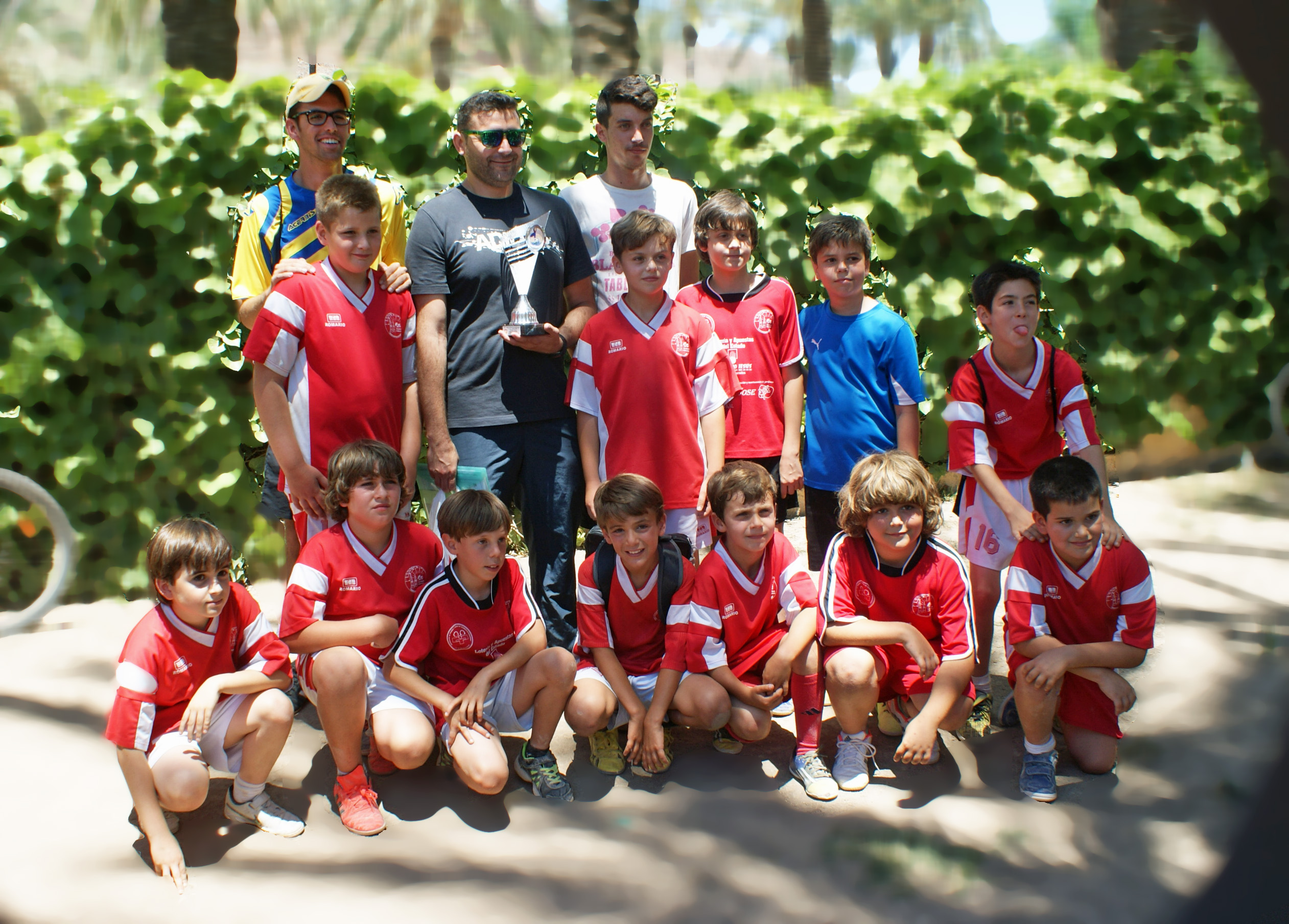
Foto con el título(2015)

## Personas destacadas
•Joseda Menargues